# Халил-паша Босанац
Халил-паша Босанац (1555 — 23. децембар 1603); познатији као Халил-паша Ливчанин је био османски намесник и Адмирал флоте.
Халил-паша је именован намесником Босне 1588. где је био две године. Био је поново намесник током 1592. године. У децембру 1593. године, султан Мурат III га је учинио царским зетом оженивши га својом ћерком, султанијом Фатмом. Из брака су рођена два сина, Махмут и Хасан. 
Када је 1595. године престо наследио рођени брат султаније Фатме, Мехмед III, Халил-паша је именован за Адмирала флоте. На том положају се одржао до 1599. године, када је добио чин везира у дивану.
Пре своје смрти, имао је чин трећег везира. 
Није познат разлог смрти. Сахрањен је у Бањалуци, у својој сопственој џамији, која постоји и дан данас. Остао је упамћен по неизмерној доброти и учињености. 